# Lutzomyia bicornuta
Lutzomyia bicornuta är en tvåvingeart som först beskrevs av Blancas F., Herrer A. 1960.  Lutzomyia bicornuta ingår i släktet Lutzomyia och familjen fjärilsmyggor.
Artens utbredningsområde är Peru. Inga underarter finns listade i Catalogue of Life.